# تلتو
تلتو (بالألمانية: Teltow) هي مدينة و بلدة ألمانية تقع في ألمانيا في Potsdam-Mittelmark. يقدر عدد سكانها بـ 20,315 نسمة .

## المدن التوأمة
مدن آلن (ألمانيا)، Gonfreville-l'Orcher و زاجان هي مدن توأمة لـتلتو.